# Страубер, Джек
Джек Стаубер (англ. Jack Stauber, род. 6 апреля 1996 года, Питтсбург, США) — американский музыкант и видеоблогер из Питтсбурга. В первую очередь известен за счёт необычных клипов к своим не менее необычным музыкальным произведениям, которые неоднократно становились интернет-мемами, а также заполучали некоторую огласку на публике. Был участником музыкальных коллективов Zaki и Joose. В 2020 году стал лауреатом премии Shorty Award в номинации необычных произведений.
У Джека есть свой канал YouTube, который он зарегистрировал 21 апреля 2010 года. Также есть на Facebook, Twitter, Instagram и Patreon. Джек выпускает свою музыку на собственном независимом лейбле Plopscotch Records.
Исчез с YouTube в 2021 году. 27 октября 2021 года выпустил последнее видео.

## Биография
Джек Стаубер родился 6 апреля 1996 года в городе Питтсбург, штат Пенсильвания, США. На данный момент известно, что у него имеется сестра. С самого детства Джек увлекался пением и рисованием, а сам  был человеком творческим ещё с самого рождения. Уже в школьные годы он рисовал необычные рисунки, которые вызывали недоумение у учителей. В конце концов, Джек окончил Университет Питтсбурга по специализации маркетинга. Как он рассказал в интервью NewRetroWave в 2018 году, в детстве у Джека было много винтажных вещей 80-х и 90-х годов, которые оказали большое влияние на его жизнь, музыку и стиль. 
21 апреля 2010 года, в возрасте 14 лет он создаёт свой канал на Youtube . Первыми видео на канале стало выступление малоизвестной группы Joose, в которой в то время состоял Стаубер, а также серия экспериментальных творческих видеороликов. В возрасте 17 лет, в 2013 году, Джек Стаубер выпускает свой официальный дебютный альбом - Finite Form. Ещё через два года он выпускает свой второй и менее известный официальный альбом - Viator. 20 марта 2017 года он выпускает песню Oh Klahoma, а через 5 дней и свой третий официальный альбом - Pop Food, который набирает неплохую популярность. В 2018 году, после нескольких рекламных видеороликов Джек выпускает свой четвёртый официальный альбом - HiLo, которого ожидал почти тот же успех, что и прошлый альбом. 
В период с 2018 по 2021-й год Стаубер занимался своим проектом - Jack Stauber's Micropop. В этот промежуток времени он занимался созданием коротких музыкальных видеороликов на Youtube, которые и принесли ему самую большую популярность. Также, он выпускал и короткие анимационные ролики, в которых совмещал трёхмерную графику, вставки из реальной жизни, рисунки на бумаге и пластилиновую анимацию. К моменту своего последнего видеоролика вышедшего в конце 2021 года, Джек Стаубер обрёл неплохую популярность в узких кругах, однако после выхода последнего видеоролика, он перестаёт опубликовывать музыку, да и в принципе любой контент на Youtube.
С 2021 года он начал публиковать своё творчество исключительно на своём аккаунте в Patreon. Не смотря на долгое затишье, в 2024 году в интернете обрела популярность его неполная песня, слитая с Patreon, под названием "Can you get the dog, please?". Не смотря на это, Джек Стаубер по сей день занимается публикацией новых эксклюзивных видеороликов в своём Patreon

## Ранние годы
Джек вырос с множеством винтажных вещей 80-х и 90-х годов, которые, похоже, позже оказали большое влияние на его жизнь, музыку и художественный стиль. Большая часть музыки, которую Джек слушал в детстве, также была большим источником вдохновения для его музыки. В старших классах Джек слушал много арт-рока и экспериментальной поп-музыки.
Основными источниками вдохновения были группы The Residents и M83’s Digital Shades. Они привели его к музыке, которую он играет до сих пор.
Вначале 2010-х Джек создаёт аккаунт на SoundCloud, где он начал загружать свою первую музыку. Одна из песен Джека — Summer Sickness, в то время обрела небольшую известность. Затем Джек начал работать над некоторыми песнями, которые позже стали частью официального дебютного альбома Джека — Finite Form. 

## Известные песни

### Buttercup
На момент начала 2022 года, самой известной работой Стаубера является «Buttercup» — первая песня в альбоме Pop Food (2017 год), ставшая довольно известным интернет-мемом, приобретя особенную популярность на платформе Tik Tok. На момент февраля 2022 года, его произведение набрало более 327 миллионов прослушиваний на Spotify, а сам автор набирает около 3-4 миллионов прослушивай в месяц. Самое популярное фанатское видео, связанное с «Buttercup» — MV | Jack Stauber — Buttercup набрало 264 миллиона просмотров на момент апреля 2025 года.

### Oh Klahoma
«Oh Klahoma» — второй трек в альбоме Pop Food (2017 год) обладает также довольно значимой популярностью и влиянием на интернет-пространство. На момент февраля 2022 года число прослушиваний данного произведения оценивается только на Spotify в количестве 113 миллионов просмотров. Песня наиболее широко используется в качестве фоновой музыки для тренда Tik Tok под хештегом #ghostphotoshoot.

## Проекты

### Adult Swim

#### Wishing Apple
Первый мультфильм, созданный Стаубером для Adult Swim, назывался «Wishing Apple» и был выпущен 3 июля 2018 года на канале Adult Swim на YouTube.

#### Valentine’s Day is Not for the Lonely
Второй мультфильм был показан в сериале Off The Air в одном из эпизодов восьмого сезона.

#### SHOP: A Pop Opera
В марте 2019 года на канале Adult Swim состоялась премьера сюрреалистической музыкальной комедии «SHOP: A Pop Opera». Сериал из шести серий транслировался в полночь с 4 по 9 марта. На следующий день эпизоды также были загружены на YouTube. 4 ноября 2020 года полные серии были загружены на YouTube-канал Adult Swim.

#### Jack Stauber’s OPAL
Последний проект Adult Swim, созданный Джеком Стаубером, — это короткометражный сюрреалистический музыкальный психологический фильм ужасов под названием «Jack Stauber’s OPAL», премьера которого состоялась 31 октября 2020 года. В тот же день он был загружен на YouTube-канал Adult Swim. В сериале используются сегменты покадровой анимации, 3D-анимации и живых выступлений.

## Музыка и искусство
Стиль Джека уникален и не похож ни на какой другой. Его музыка многогранна. В основном он пишет музыку в стиле синти-поп, но часто пробует и другие стили как фолк, джаз, лоу-фай, рок и даже классическую музыку с элементами оркестра.
Помимо музыки, Джек также пробует себя и в искусстве. Он много рисует на бумаге, на компьютере рисует в Microsoft Paint и моделирует в 3D-редакторах, мастерит из дерева и создаёт деревянные скульптуры. Его персонажи имеют большие выпученные глаза с большими зрачками. Нос (а иногда и уши) обычно светло-красные. Благодаря этому, Джек смог разработать свой художественный и довольно оригинальный стиль
Видно, что Джек больше всего любит ретро-стиль. Свои клипы к песням он оформляет как старые VHS-кассеты. Он старается придать своей музыке винтажное звучание, понижая качество или вставляя виниловый шум на заднем плане.
Джек не боится экспериментировать и пробовать новое так и в музыке, так и в искусстве.

## Исчезновение c YouTube
27 октября 2021 года Стаубер выпустил своё последнее видео на YouTube, которое называется Сыночек обожающий нас (англ. Baby Son Adoring Us) и с тех пор не появлялись информации с его канала, его фанаты подняли тревогу после его долгой пропажи на ютуб некоторые думали что он скончался или забросил деятельность, однако на его странице в Patreon выходили его посты. Однако по какой причине не выходят ролики на YouTube пока не известно.

## Критика
Необычный и Ретро-стиль творчества Джека покорил сердца тысяч, если не миллионов людей по всему миру. Многие хвалят его за "скрытый смысл, за красивой картинкой", который Стаубер скрывал во многих своих произведениях.

## Награды и номинации
| Год  | Организация  | Категория                           | Результат |
| ---- | ------------ | ----------------------------------- | --------- |
| 2020 | Shorty Award | Креатив & Медиа: Лучшие в необычном | Победа    |

## Дискография

### Jack Stauber

#### Альбомы
| Название    | Детали |
| ----------- | --- |
| Finite Form | - Релиз: 18 марта 2013 года - Лейбл: Plopscotch Records - Формат: цифровая загрузка, потоковая передача             |
| Viator      | - Релиз: 18 сентября 2015 года - Лейбл: Plopscotch Records - Формат: цифровая загрузка, потоковая передача, CD      |
| Pop Food    | - Релиз: 25 марта 2017 года - Лейбл: Plopscotch Records - Формат: цифровая загрузка, потоковая передача, CD, винил  |
| HiLo        | - Релиз: 14 апреля 2018 года - Лейбл: Plopscotch Records - Формат: цифровая загрузка, потоковая передача, CD, винил |

#### Мини-альбомы
| Название | Детали |
| -------- | --- |
| Reviator | - Релиз: 18 сентября 2017 года - Лейбл: Plopscotch Records - Формат: цифровая загрузка, потоковая передача |

#### Синглы
| Название          | Год  | Альбом       |
| ----------------- | ---- | ------------ |
| Help You          | 2012 | Вне альбомов |
| Axis of Dam       | 2012 | Вне альбомов |
| Lines             | 2012 | Вне альбомов |
| Summer Sickness   | 2012 | Вне альбомов |
| Left              | 2012 | Вне альбомов |
| Times             | 2012 | Вне альбомов |
| Juana Maria       | 2013 | Вне альбомов |
| Christ Potion     | 2015 | Viator       |
| Grins Hells       | 2015 | Вне альбомов |
| Tenderly          | 2017 | Вне альбомов |
| Oh Klahoma        | 2017 | Pop Food     |
| Dead Weight       | 2018 | HiLo         |
| Gettin' My Mom On | 2018 | HiLo         |

### Jack Stauber’s Micropop
Jack Stauber’s Micropop — отдельный проект Джека Стаубера, заключающийся в публикации полных версий обрезанных, коротких версий его песен.

#### Альбомы
| Название            | Детали                                                                                                  |
| ------------------- | --- |
| Micropop            | - Релиз: 29 июня 2019 года - Лейбл: Plopscotch Records - Формат: цифровая загрузка, потоковая передача  |
| Shop: A Pop Opera   | - Релиз: 12 марта 2020 года - Лейбл: Plopscotch Records - Формат: цифровая загрузка, потоковая передача |
| Jack Stauber’s OPAL | - Релиз: 6 ноября 2020 года - Лейбл: Plopscotch Records - Формат: цифровая загрузка, потоковая передача |

#### Мини-альбомы
| Название                                                          | Детали                                                                                                   |
| ----------------------------------------------------------------- | --- |
| Inchman / Two Time                                                | - Релиз: 4 июня 2018 года - Лейбл: Plopscotch Records - Формат: цифровая загрузка, потоковая передача    |
| Cheeseburger Family / Fighter                                     | - Релиз: 6 августа 2018 года - Лейбл: Plopscotch Records - Формат: цифровая загрузка, потоковая передача |
| The Ballad of Hamantha / Today Today / Al Dente                   | - Релиз:5 ноября 2018 года - Лейбл: Plopscotch Records - Формат: цифровая загрузка, потоковая передача   |
| Baby Hotline / Tea Errors                                         | - Релиз: 21 марта 2019 года - Лейбл: Plopscotch Records - Формат: цифровая загрузка, потоковая передача  |
| Deploy / Those Eggs Aren’t Dippy / Out the Ox                     | - Релиз: 4 ноября 2019 года - Лейбл: Plopscotch Records - Формат: цифровая загрузка, потоковая передача  |
| Dinner Is Not Over / There’s Something Happening / Keyman / Cupid | - Релиз: 7 февраля 2020 года - Лейбл: Plopscotch Records - Формат: цифровая загрузка, потоковая передача |